# Juan Bautista Sasiaiñ
Juan Bautista Sasiaiñ (Paraná, 22 de enero de 1927-Buenos Aires, 28 de febrero de 2006) fue un colaborador de la dictadura militar argentina, militar argentino que comandó la Policía Federal Argentina en dos períodos durante el Proceso de Reorganización Nacional.
Fue el encargado del campo de concentración La Cacha, y fue daclarado culpable de participar en la apropiación, retención y ocultamiento de 11 menores, hijos de prisioneras del Pozo de Banfield, el Pozo de Arana, la comisaría 5 de La Plata y otros centros clandestinos de detención

## Formación
Juan Bautista Sasiaiñ nació en Paraná, capital de la provincia de Entre Ríos, el 22 de enero de 1927. Era graduado del Colegio Militar como subteniente de infantería con la promoción 76. Sus compañeros de promoción fueron Reynaldo Bignone, Cristino Nicolaides y Horacio Tomás Liendo, entre otros. Todos alcanzaron el generalato. Alcanzó el título de oficial de Estado Mayor y ascendió a general de brigada.

## Carrera militar
Con el ascenso del teniente general Jorge Rafael Videla en agosto de 1975, quedó designado comandante de la IV Brigada de Infantería Aerotransportada con asiento en Córdoba. La zonificación militar dispuso el área 311, con jurisdicción en la provincia de Córdoba. Luego, entre 1977 y 1978, comandó la X Brigada de Infantería «Teniente General Nicolás Levalle» y la Subzona 11, que comprendía una porción del territorio de la provincia de Buenos Aires.
Pasó a retiro el 7 de enero de 1982, ostentando la jerarquía de general de división.

## Causas judiciales
En 1989 fue indultado por el presidente Carlos Menem.
En marzo de 2000 la justicia federal indagó a Sasiaiñ por la causa de la apropiación de menores durante la dictadura. Después de declarar, quedó detenido en Campo de Mayo; estaba involucrado en un caso por la apropiación de 10 menores de edad durante la dictadura. Después recibió prisión domiciliaria por tener, a la sazón, más de 70 años de edad (concretamente 73).

## Vida personal
Su hermana, Beatriz, era esposa del general de división Jorge Esteban Cáceres Monié. Ambos fueron asesinados por la organización Montoneros en 1975.

## Muerte
Juan Bautista Sasiaiñ murió en la capital argentina el 28 de febrero de 2006, a los 79 años.